# Camponotus gambeyi
Camponotus gambeyi är en myrart som beskrevs av Carlo Emery 1883. Camponotus gambeyi ingår i släktet hästmyror, och familjen myror.

## Underarter
Arten delas in i följande underarter:
- C. g. gambeyi
- C. g. marthae